# 奧爾洛夫卡河 (克季河支流)
奧爾洛夫卡河是俄羅斯的河流，位於克拉斯諾亞爾斯克邊疆區和托木斯克州內，屬於克季河的右支流，發源自克拉斯諾亞爾斯克邊疆區，流經西西伯利亞平原，河道全長327公里，流域面積9,010平方公里，在每年10月中旬至11月上旬開始結冰，直至翌年4月下旬至5月。